# Teatre Metropolità de Barcelona
El Teatre Metropolità de Barcelona fou un teatre ubicat a Barcelona, fundat per Iago Pericot. Format com a artista plàstic, Pericot va penetrar, a final dels seixanta, de la mà de l'EADAG en el món del teatre treballant com a escenògraf. El 1975 va fundar, juntament amb Sergi Mateu, el Teatre Metropolità de Barcelona, amb la intenció d'obrir un espai de reflexió i de recerca propi. El Teatre Metropolità va projectar diversos muntatges a final dels setanta i començament dels vuitanta. Un dels que van tenir més ressò públic i transcendència va ser Rebel Delirium, un espectacle sobre l'homosexualitat en forma de judici públic, fet al túnel del metro de Sant Antoni a Barcelona.